# Dieter Dierks
Dieter Dierks (n. pe 9 februarie 1943 în Stommeln, lângă Köln) este un producător muzical german, cel mai cunoscut pentru colaborarea cu trupa rock Scorpions. 